# Andrea Morassi
Andrea Morassi (Tolmezzo, 30 agosto 1988) è un ex saltatore con gli sci italiano.

## Biografia
Residente a Ravascletto, esordì in nazionale nel 2000. In Coppa del Mondo esordì il 18 dicembre 2005 a Engelberg (42°) e ottenne il primo podio il 28 gennaio 2007 a Oberstdorf (3°).
In carriera prese parte a due edizioni dei Giochi olimpici invernali, Torino 2006 (36° nel trampolino normale, 50° nel trampolino lungo, 11° nella gara a squadre) e Vancouver 2010 (43° nel trampolino normale, 48° nel trampolino lungo), a quattro dei Campionati mondiali e a due dei Mondiali di volo.
Al termine della stagione 2015-16 annunciò il ritiro dalle competizioni.

## Palmarès

### Mondiali juniores
- 1 medaglia:
  - 1 bronzo (trampolino normale a Kranj 2006)

### Coppa del Mondo
- Miglior piazzamento in classifica generale: 38º nel 2007 e nel 2012
- 2 podi (1 individuale, 1 a squadre):
  - 2 terzi posti (1 individuale, 1 a squadre)

### Campionati italiani
- 9 medaglie[1]:
  - 1 oro (trampolino lungo nel 2006)
  - 7 argenti (trampolino normale nel 2004; trampolino lungo nel 2005; trampolino normale nel 2006; trampolino normale, trampolino lungo nel 2007; trampolino lungo nel 2011; trampolino normale nel 2012)
  - 1 bronzo (trampolino lungo nel 2008)